# Айваз, Казым
Казы́м Айва́з (тур. Kazım Ayvaz; 10 марта 1938, город Ризе, Турция — 19 января 2020) — турецкий борец греко-римского стиля, чемпион Олимпийских игр, двукратный чемпион мира.

## Биография
Родился в селе Чаталдере близ Ризе.
Начал заниматься борьбой в Стамбуле, в 1953 году. В 1957 году дебютировал на международной арене, завоевав «бронзу» на Кубке Адриатики. В 1958 году завоевал звание чемпиона мира. В 1959 году на чемпионате Балкан завоевал «золото», а в 1960 году остался вторым.
На Летних Олимпийских играх 1960 года в Риме боролся в категории до 79 килограммов (средний вес). Выбывание из турнира проходило по мере накопления штрафных баллов. За чистую победу штрафные баллы не начислялись, за победу по очками при любом соотношении голосов начислялся 1 штрафной балл, любое поражение по очкам каралось 3 штрафными баллами, чистое поражение — 4 штрафными баллами. В схватке могла быть зафиксирована ничья, тогда каждому из борцов начислялись 2 штрафных балла. Если борец набирал 6 или более штрафных баллов, он выбывал из турнира.
Титул оспаривали 24 человека. Казым Айваз после четвёртого круга делил первое место ещё с двумя участниками, после пятого круга, где он свёл схватку вничью, был на втором, сохраняя шансы на золотую медаль. Однако в шестом круге он проиграл фактически в финальной схватке будущему чемпиону Димитру Добреву, а в схватке за третье место проиграл румыну Йону Черня и остался за чертой призёров.
| Круг  | Соперник          | Страна       | Результат | Основание                   | Время схватки |
| ----- | ----------------- | ------------ | --------- | --------------------------- | ------------- |
| 1     | Марчиано Магнани  | Италия       | Победа    | По очкам (1 штрафной балл)  | -             |
| 2     | Раймонд Шуммер    | Люксембург   | Победа    | Туше (0 штрафных баллов)    | 9:20          |
| 3     | Мансур Хазрати    | Иран         | Победа    | По очкам (1 штрафной балл)  | -             |
| 4     | Иржи Корманик     | Чехословакия | Победа    | Туше (0 штрафных баллов)    | 4:55          |
| 5     | Болеслав Дубицкий | Польша       | Ничья     | 2 штрафных балла            | -             |
| 6     | Димитр Добрев     | Болгария     | Поражение | По очкам (3 штрафных балла) | -             |
| Финал | Йон Черня         | Румыния      | Поражение | По очкам (3 штрафных балла) | -             |

В 1962 году вновь подтвердил своё звание чемпиона мира, но в 1963 году остался только семнадцатым — до этого он попал в автомобильную аварию и не восстановился полностью, лечился в Швеции, где познакомился с будущей женой.
На Летних Олимпийских играх 1964 года в Токио перешёл в лёгкий вес и боролся в категории до 70 килограммов. Регламент турнира остался прежним. Титул оспаривали 19 человек. Ещё до финальных схваток, в пятом круге, чтобы стать чемпионом олимпийских игр Казыму Айвазу было достаточно свести схватку вничью с Валериу Буларка, что турецкий борец и сделал.
| Круг | Соперник          | Страна                                    | Результат | Основание                  | Время схватки |
| ---- | ----------------- | ----------------------------------------- | --------- | -------------------------- | ------------- |
| 1    | Махмуд Ибрагим    | Объединённая Арабская Республика          | Победа    | По очкам (1 штрафной балл) |               |
| 2    | Давид Гванцеладзе | Союз Советских Социалистических Республик | Победа    | По очкам (1 штрафной балл) | -             |
| 3    | -                 | -                                         | -         | -                          | -             |
| 4    | Иван Иванов       | Болгария                                  | Победа    | По очкам (1 штрафной балл) | -             |
| 5    | Валериу Буларка   | Румыния                                   | Ничья     | 2 штрафных балла           | -             |

В 1964 году стал вторым на чемпионате Балкан, в 1966 году остался четвёртым на чемпионате Европы и шестым на чемпионате мира.
На Летних Олимпийских играх 1968 года в Мехико вновь боролся в лёгком весе в категории до 70 килограммов. Регламент турнира остался прежним, но начисление штрафных баллов несколько изменилось. Как и прежде, за чистую победу штрафные баллы не начислялись, за победу за явным преимуществом начислялось 0,5 штрафных балла, за победу по очкам 1 штрафной балл, за ничью 2 или 2,5 штрафных балла, за поражение по очкам 3 балла, поражение за явным преимуществом 3,5 балла, чистое поражение — 4 балла. Борец, набравший 6 баллов, из турнира выбывал. Титул оспаривали 26 человек. После двух ничьих Казым Айваз с соревнований снялся ввиду травмы.
| Круг | Соперник   | Страна                                       | Результат | Основание          | Время схватки |
| ---- | ---------- | -------------------------------------------- | --------- | ------------------ | ------------- |
| 1    | Ион Еначе  | Румыния                                      | Ничья     | 2,5 штрафных балла | -             |
| 2    | Клаус Рост | Федеративная Республика Германии (1949—1990) | Ничья     | 2 штрафных балла   | -             |

После Олимпийских игр оставил карьеру, эмигрировал в Швецию, женившись на шведке, с которой познакомился в 1963 году, затем работал тренером. На 2013 год проживал в Хельсингборге.

## Признание
- В 1964 году признан «Спортсменом года» в Турции.[7]
- С 2011 года — член международного Зала Cлавы FILA.[8]